# Académie SOAR
Der Académie Super Olympique d'une Afrique Renaissante, allgemein bekannt als Académie SOAR, ist ein guineischer Fußballverein aus Ratoma. Aktuell spielt der Verein in der ersten Liga.

## Geschichte
Der Verein wurde als Club Olympique de Coyah, kurz CO Coyah, gegründet. Am 2. August 2019 wurde der Klub in Académie Super Olympique d'une Afrique Renaissante umbenannt.

## Erfolge
- Guineischer Vizemeister: 2022
- Guineischer Pokalfinalist: 2014

## Stadion
Seine Heimspiele trägt der Verein in wechselnden Stadien in Conakry aus.